# Kentilla
Kentilla è un videogioco di avventura testuale fantasy con illustrazioni, pubblicato nel 1984 per ZX Spectrum dall'editrice britannica Micromega e ripubblicato in edizione economica nel 1986 dalla Mastertronic, questa volta anche per Amstrad CPC e Commodore 64.
Dal punto di vista dell'ambientazione è il seguito di Velnor's Lair (1983), avventura puramente testuale dello stesso autore Derek Brewster, uscita per Commodore 64, ZX Spectrum e Oric.

## Trama
La trama generale è piuttosto ordinaria: nella terra fantastica di Caraland il malefico mago Grako, personaggio già presente in Velnor's Lair, sta spargendo devastazione dalla sua Torre Nera grazie ai poteri di una pietra appartenuta a Velnor. Il protagonista è un eroe dal nome non specificato che dovrà esplorare terre desolate, caverne e foreste per trovare il modo di sconfiggere Grako, cercando per prima cosa di ottenere la spada Kentilla. Si interagisce con diversi personaggi tra cui gli Urga-maul, una sorta di orchi tendenzialmente ostili, Elva, creatura che seguirà il protagonista per aiutarlo, e i cavernicoli Cavezat, tendenzialmente amichevoli.

## Modalità di gioco
Kentilla è un'avventura testuale in inglese con piccole immagini statiche del luogo attuale nella parte superiore dello schermo.
Solo la versione Commodore 64 ha una colonna sonora, di circa 12 minuti, composta da Rob Hubbard.
In ingresso vengono accettate frasi articolate e molte parole si possono abbreviare a una o due lettere. C'è la possibilità di richiamare l'ultimo comando per modificarlo e ripeterlo. Per fare richieste agli altri personaggi si usa una particolare sintassi con virgolette, ad esempio SAY TO OGERON "GIVE ME SWORD" (dì a Ogeron "dammi la spada"). Altra caratteristica è il comando LOOK (guarda) che, oltre a ridescrivere il luogo attuale, può essere usato per cercare di avvistare qualcosa in un luogo prima di andarci, ad esempio LOOK EAST (guarda a est). La partita si può salvare su nastro.